# 良十三世
良十三世（1810年3月2日—1903年7月20日）本名雲先·若亞敬·辣法耳·類斯·佩西（義大利語：Vincenzo Gioacchino Raffaele Luigi Pecci），於1878年2月20日至1903年7月20日出任天主教會第256任教宗。他是在位时间第四长的教宗，次于聖伯多祿 、庇護九世和若望保祿二世。

教宗良十三世的教宗牧徽

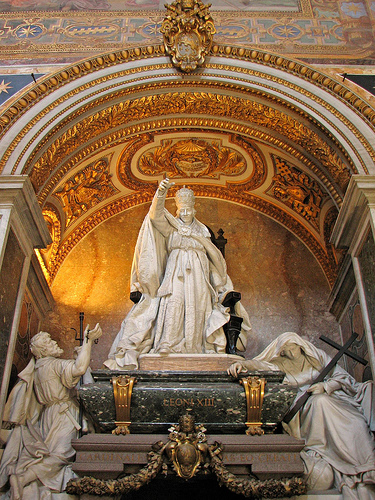
良十三世於拉特朗聖若望大殿的紀念碑和陵墓

他以其理智主義和試圖明確天主教會在現代思想中的地位而聞名。在1891年的《新事通諭》中，教宗良十三世概述了工人享有公平工資 、 安全工作條件和成立工會的權利，同時肯定了財產權和自由企業權，反對社會主義和自由放任資本主義 。憑藉這篇通諭，他被人們稱為“社會教皇”和“工人教皇”，也在天主教會的社會教義中奠定了現代思想的基礎，影響了他的繼任者。他影響了天主教會的聖母學 ，並推廣玫瑰經和聖衣 。當選後，他立即尋求復興托馬斯主義 ，即希波的奧古斯丁和托馬斯·阿奎那的神學體系，希望使其成為天主教會的官方政治、神學和哲學基礎。因此，他於1879年贊助了《Editio Leonina》雜誌。
良十三世因其信念而被銘記，他認為政治社會學中的牧靈活動也是教會作為社會正義和維護人類權利與尊嚴的載體的重要使命。他創紀錄地發布了十一條關於玫瑰經的教宗通諭，並因此獲得了「玫瑰經教宗」的稱號。他還批准了兩條新的瑪利亞聖衣。他是自公元8世紀斯德望二世以來第一位從未控制過教宗國的教宗 ，教宗國已於1870年解散。同樣，他的許多政策都旨在減輕教宗國的喪失，以克服世俗權力的喪失，但羅馬問題仍在繼續。1903年他去世後，被安葬在梵蒂冈石窟。1924年，他的遺體被移送至拉特朗圣若望大殿。

## 事跡
- 發出《新事通諭》，支持勞動者基本權益，肯定了私有財產的效力，支持資本主義但反對極端資本主義，反對無神論社會主義，直接影響了後世天主教對社會正義與勞工議題的看法，是當代天主教社會訓導的基石。

- 大力推廣聖多瑪斯的神學與哲學，推動天主教學術界重視托馬斯思想（Thomism）。

- 1891年，重新設立梵蒂岡天文台（Specola Vaticana），表現出對天文學等自然科學的支持。

- 重視教會與現代世界的對話。

## 註腳
1. ↑  譯名：良十三世：天主教香港教區禮儀委員會：禧年專頁、香港天主教教區檔案　歷任教宗 的存檔，存档日期2005-10-23.作良。利奧十三世：《大英簡明百科知識庫》2005年版[永久]作利奧。利奧十三世、列奧十三世或萊奧十三世：《世界人名翻譯大辭典》1993年版作利奧。雷歐十三世：國立編譯舘作雷歐。